# ۶۳ زن برزنجیر
۶۳ زن برزنجیر یک ستاره است که در صورت فلکی آندرومدا قرار دارد.